# Green River (rzeka w Kentucky)
Green (ang. Green River) – rzeka w amerykańskim stanie Kentucky, dopływ Ohio River. Rzeka przepływa przez Park Narodowy Jaskini Mamuciej.